# Municipio 5 Tuckahoe
El municipio 5 Tuckahoe (en inglés: Township 5, Tuckahoe) es un municipio ubicado en el  condado de Jones en el estado estadounidense de Carolina del Norte. En el año 2010 tenía una población de 900 habitantes.

## Geografía
El municipio 5 Tuckahoe se encuentra ubicado en las coordenadas 35°1′44.03″N 77°36′19.52″O / 35.0288972, -77.6054222.